# Thomas John Rodi
Thomas John Rodi (Nueva Orleans, Luisiana, 27 de marzo de 1949) es un prelado católico estadounidense. Se desempeñó como arzobispo de Mobile desde 2008 hasta el 1 de julio de 2025 cuando el papa León XIV aceptó su renuncia canónica, habiendo servido previamente como obispo de Biloxi entre 2001 y 2008.

## Biografía
Rodi se graduó de la escuela secundaria De La Salle en Nueva Orleans en 1967. Asistió a la Universidad de Georgetown en Washington D. C., donde obtuvo su licenciatura en Artes en 1971. Regresó a Nueva Orleans y obtuvo un título de Juris Doctor en la Facultad de Derecho de la Universidad Tulane en 1974. Luego ingresó al Seminario de Notre Dame en Nueva Orleans y recibió su título de Maestría en Divinidad en 1978.

### Sacerdocio
El 20 de mayo de 1978, Rodi fue ordenado sacerdote para la arquidiócesis de Nueva Orleans, por el Arzobispo Philip Hannan. Luego, Rodi sirvió como pastor asociado en la Parroquia de Santa Ana y en la Parroquia de San Cristóbal Mártir en Metairie y en Santa Inés en Jefferson.
Rodi se convirtió en juez del tribunal metropolitano de la arquidiócesis en 1983 y obtuvo su licenciatura en Derecho canónico en la Facultad de Derecho Canónico de la Universidad Católica de América en Washington D. C., en 1986. Luego, Rodi enseñó derecho canónico en el Seminario de Notre Dame hasta 1995. Ocupó varios cargos en la administración de la arquidiócesis, incluido el de director de la Oficina de Educación Religiosa de 1988 a 1989; director del Departamento de Servicios Pastorales de 1989 a 1996; canciller de 1992 a 1995; y vicario general y moderador de la curia de 1996 a 2001. Rodi fue elevado al rango de prelado honorario en 1992. Durante un tiempo también fue párroco de la parroquia Santa Rita en Nueva Orleans.

### Episcopado
El 15 de mayo de 2001, el Papa Juan Pablo II nombró a Rodi obispo de Biloxi. Rodi recibió su consagración episcopal el 2 de julio de 2001, en la Catedral de la Natividad de la Santísima Virgen María, de manos del arzobispo Oscar Hugh Lipscomb, con el arzobispo Francis Schulte y el obispo Joseph Howze sirviendo como co-consagradores. Rodi se convirtió el segundo obispo de Biloxi, una diócesis erigida en 1977.
En 2009, después de que Rodi dejara Biloxi para un nuevo puesto, más de 150 feligreses de la Iglesia Católica San Pablo en Pass Christian, Mississippi, presentaron una demanda contra la diócesis, Rodi y su párroco. Los demandantes alegaron que su párroco los había engañado al solicitar donaciones para la reconstrucción de su iglesia parroquial después de que fuera dañada por el huracán Katrina en 2005, a pesar de saber que la diócesis no planeaba reemplazar la estructura. Los demandantes sostuvieron que Rodi retuvo sus donaciones y el dinero del seguro relacionado en fideicomiso para reconstruir la iglesia. La Corte Suprema de Mississippi desestimó las demandas contra Rodi y la diócesis por motivos técnicos: que los donantes carecían de legitimación para demandar como miembros de la parroquia, ahora que Rodi había abolido la parroquia y la había fusionado en una nueva entidad.
El Papa Benedicto XVI nombró a Rodi arzobispo de Mobile el 2 de abril de 2008, en reemplazo del obispo Oscar Lipscomb. Rodi fue instalado allí el 6 de junio de 2008.
Rodi se unió a la junta directiva de Cross Catholic Outreach, una agencia de ayuda internacional, en 2010 y presidió su junta desde 2011 hasta 2020.
En diciembre de 2018, Rodi, por iniciativa propia, publicó un informe de todos los religiosos que habían trabajado en la arquidiócesis de Mobile acusados de forma creíble de conducta sexual inapropiada desde 1950. Dijo: «He estado escuchando y he estado sintiendo entre la gente de la iglesia un deseo real de tener la seguridad, una vez más, de que nadie con acusaciones creíbles de mala conducta está sirviendo en la Arquidiócesis de Mobile». Proporcionó los nombres, asignaciones parroquiales y “fecha de mala conducta” de 12 clérigos diocesanos y 17 miembros de órdenes religiosas que trabajaron en la arquidiócesis; 17 habían fallecido y los otros 12 tenían prohibido ejercer su ministerio en la arquidiócesis.
En la toma de posesión del presidente estadounidense Joe Biden en 2021, Rodi dijo que era «muy significativo» que otro católico profesante fuera investido en el 60 aniversario de la toma de posesión del primer presidente católico, John F. Kennedy. Sobre las diferencias políticas con Biden, Rodi dijo que «sabemos que en algunos temas habrá desacuerdos y simplemente vamos a tener que trabajar juntos».
En marzo de 2024, Rodi presentó su carta de renuncia al Papa Francisco. En 2023, Rodi estaba construyendo una casa cerca de la parroquia Cristo Rey en Daphne, Alabama.
El 1 de julio de 2025, el papa León XIV aceptó su renuncia canónica.